# Американское преступление (телесериал)
«Америка́нское преступле́ние» (англ. American Crime) — американский телесериал в жанре криминальной драмы, премьерный показ которого состоялся 5 марта 2015 года на канале ABC. Создатель — лауреат премии «Оскар» Джон Ридли, в главных ролях — Фелисити Хаффман и Тимоти Хаттон. В центре сюжета первого сезона находится маленький городок Модесто, штат Калифорния, в котором происходит нападение на молодую пару смешанной расы. Дело вскоре принимает общенациональный оборот, разжигая напряжённость из-за расовой и сексуальной дискриминации.
Сериал был встречен критиками со всеобщим признанием за свой смелый подход к рассказу историй, расовые точки зрения и актёрскую игру. Многие критики отмечали «Американское преступление» как инновационную для трансляции на широковещательном телевидении драму, которая по уровню качества способна конкурировать с проектами кабельного премиум телевидения. 7 мая 2015 года сериал был продлён на второй сезон, который стартовал 6 января 2016 года. Сезон, также встреченный с массой положительных отзывов от критиков, рассказывает о частной средней школе в Индианаполисе, студент который оказывается жертвой сексуальных издевательств со стороны членов баскетбольной команды. 12 мая 2016 года сериал был продлён на третий сезон.
В 2015 году сериал был выдвинут в десяти категориях на премию «Эмми», включая как «Лучший сериал ограниченной перспективы трансляции», все четыре актёрские категории и сценарий (выиграв одну статуэтку, за лучшую женскую роль второго плана (Реджина Кинг)). На 73-ой церемонии вручения наград премии «Золотой глобус», «Американское преступление» был выдвинут в трёх категориях.
11 мая 2017 ABC закрыл сериал после трёх сезонов.

## Производство
24 октября 2013 года было объявлено, что ABC купил сценарий пилотного эпизода, написанного автором кинофильма «12 лет рабства», Джоном Ридли. Проект описывался как правовая драма, в основе которой расовая и сексуальная дискриминация. 14 января 2014 года канал дал зелёный свет на съёмки пилотного эпизода, режиссёром которого также выступил Ридли.
Кастинг на основные роли начался в феврале 2014 года. Элвис Ноласко и Кэйтлин Джерард стали первыми актёрами, получившими регулярные роли в пилоте, 14 февраля. Неделю спустя Ричард Кабраль и Джонни Ортис получили роли в пилоте, а 3 марта Бенито Мартинес и У. Эрл Браун стали ещё двумя дополнениями к актёрскому составу. 5 марта Тимоти Хаттон был утверждён на основную мужскую роль, тогда как Пенелопа Энн Миллер подписалась играть мать жены убитого. 7 марта Фелисити Хаффман завершила кастинг, заняв место исполнительницы ведущей роли, тем самым возвращаясь на ABC спустя два года после завершения шоу «Отчаянные домохозяйки».
8 мая 2014 года, ABC заказал съёмки первого сезона сериала для трансляции в телесезоне 2014—2015 годов.
Сериал стартовал в четверг, 5 марта 2015 года, заменяя завершившийся первый сезон шоу «Как избежать наказания за убийство».

## Актёры и персонажи
| - Первый сезон - Фелисити Хаффман в роли Барб Хэнлон - Тимоти Хаттон в роли Расса Скоки - У. Эрл Браун в роли Тома Хермона - Ричард Кебрал в роли Эктора Тонса - Кэйтлин Джерард в роли Обри Тейлор - Бенито Мартинес в роли Алонсо Гутьерреса - Элвис Ноласко в роли Картера Никса - Джонни Ортис в роли Тони Гутьерреса - Пенелопа Энн Миллер в роли Евы Хермон Второй сезон - Фелисити Хаффман в роли Лесли Грэм, главы частной школы - Тимоти Хаттон в роли Дэна Салливана, бейсбольного тренера - Лили Тейлор в роли Энн Блейн, матери жертвы - Элвис Ноласко в роли Криса Диксона, учителя - Тревор Джексон в роли Кевина Лакруа, популярного студента - Коннор Джессап в роли Тейлора Блейна, жертвы насилия - Джоуи Поллари в роли Эрика Таннера, студента - Анжелика Ривера в роли Иви Домингос, единственного свидетеля - Реджина Кинг в роли Терри Лакруа, матери обвиняемого | - Первый сезон - Реджина Кинг в роли Алии/Дорин Никс, религиозной сестры предполагаемого убийцы - Лили Тейлор в роли Нэнси Стрэмберг, адвоката, ребёнок которой также был убит ранее - Дэвид Хофлин в роли Марка Скоки - Гвендолин Йо в роли Рошель - Глиндилис Иноа в роли Дженнифер Гутьеррес - Дженнифер Сэвидж в роли Рут Тейлор - Боб Хесс в роли Майкла Тейлора - Грант Мерритт в роли Мэтта Скоки, убитого сына Барб и Росса - Кира Позех в роли Гвендолин Скоки, жены Мэтта, которая находится в коме Второй сезон - Хоуп Дэвис в роли Стэф Салливан - Андре Бенджамин в роли Майкла Лакруа - Эмили Бергл в роли Лилы Таннер - Ричард Кебрал в роли Де ла Торре - Стефани Сигман в роли Моники Ава - Фаран Таир в роли Риса Башира - Кристофер Станли в роли Чарльза |

## Эпизоды
| Сезон | Сезон | Эпизоды | Оригинальная дата показа | Оригинальная дата показа |
| Сезон | Сезон | Эпизоды | Премьера сезона          | Финал сезона             |
| ----- | ----- | ------- | ------------------------ | ------------------------ |
|       | 1     | 11      | 5 марта 2015             | 14 мая 2015              |
|       | 2     | 10      | 6 января 2016            | 9 марта 2016             |
|       | 3     | 8       | 12 марта 2017            | 30 апреля 2017           |